# Torre Solaria
La Torre Solaria (a veces llamada simplemente Solaria) es una de las obras arquitectónicas más importantes del Progetto Porta Nuova, situado en el Centro Direzionale de Milán, Italia. Con sus 143 metros es el edificio residencial más alto de Milán e Italia. Está situada al lado de la Torre Aria y de la Torre Solea: conjuntamente se llaman Torri residenziali delle Varesine.

## Proyecto

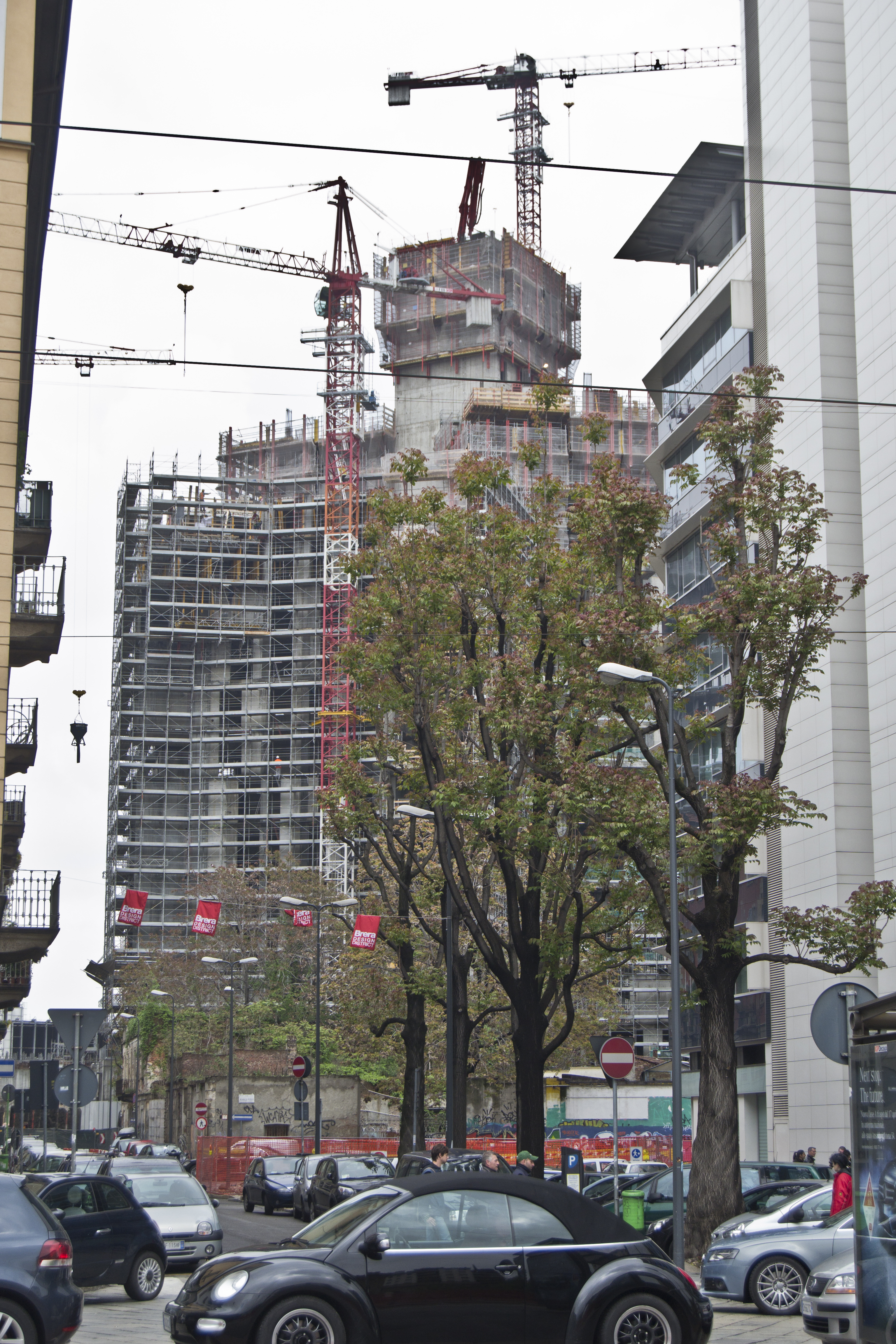
La Torre Solaria en abril de 2012.

La Torre Solaria fue proyectada por el Studio Arquitectónica de Miami. El estudio Dolce Vita Homes, junto a sus socios Antonio Citterio, Patricia Viel and Partners y Coima Image, supervisó la realización de las zonas comunes y los interiores.

### Apartamentos y exteriores
El edificio se compone de tres alas diferentes, cada una con una altura diferente, que convergen en un núcleo central por el que llega la luz natural a los apartamentos.
La torre alberga 102 apartamentos, entre los cuales hay algunos dúplex y tríplex (apartamentos con dos o tres plantas). Se ha estudiado cada apartamento para que tengan la máxima exposición a la luz natural y la máxima funcionalidad. Todas las estancias de la casa tienen amplios ventanales y en todos los apartamentos la zona de día está claramente dividida de la zona de noche.
Las terrazas se proyectaron para ser una continuación del exterior y se disponen irregularmente para ofrecer la máxima privacidad. Los parapetos son de vidrio translúcido con transparencia progresiva para garantizar la seguridad y la privacidad, pero dando la posibilidad de ver el panorama. Algunos apartamentos tienen además piscinas y bañeras de hidromasaje.
El edificio también está dotado de espacios multiusos reservados a los residentes y sus invitados: sala para fiestas privadas, sala home cinema con pantalla grande, sala de billar, zona de juegos para niños, zona para la práctica del yoga, sala de reuniones...
Los ascensores se han proyectado con una tecnología que permite minimizar los tiempos de espera y son capaces de acoger hasta a trece personas.

## Construcción
La construcción de la torre empezó en enero de 2010 con la excavación para los cimientos. Durante otoño e invierno de 2010 se completaron los sótanos. En marzo de 2011 la torre superó el nivel de la calle, tras casi un año de construcción. En septiembre de 2011 el núcleo creció y alcanzó la planta novena, mientras que desde la calle ya eran visibles las tres alas. En julio de 2012 el núcleo de hormigón alcanzó la planta 29 (de 34) y las alas la 24-25.
El 22 de octubre de 2012 la torre alcanzó su altura máxima y con sus 143 metros se convirtió en el edificio residencial más alto de Italia.

## Transporte
- Repubblica
- Repubblica
- Gioia